# 神奈川県立丹沢大山自然公園

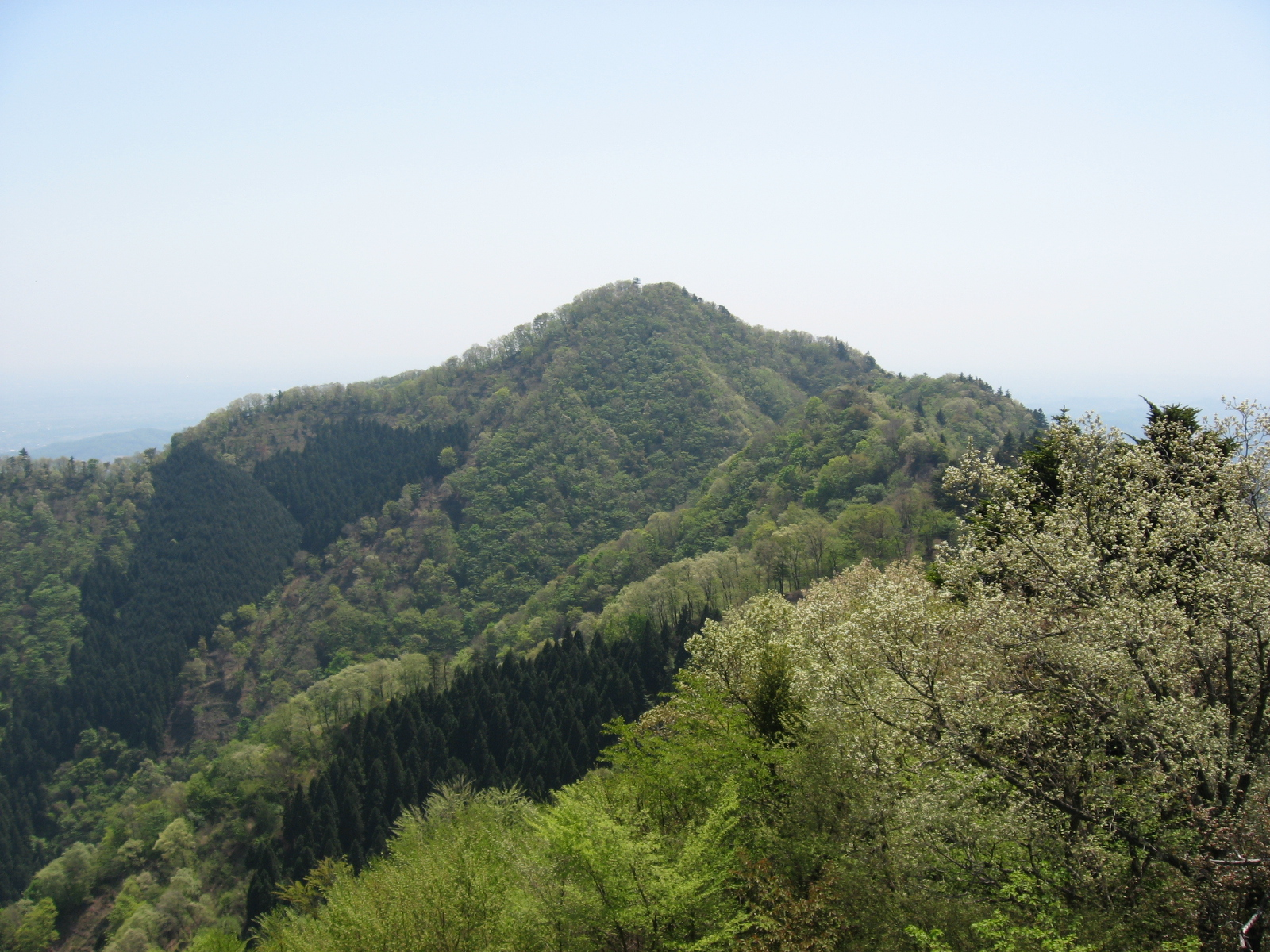
仏果山

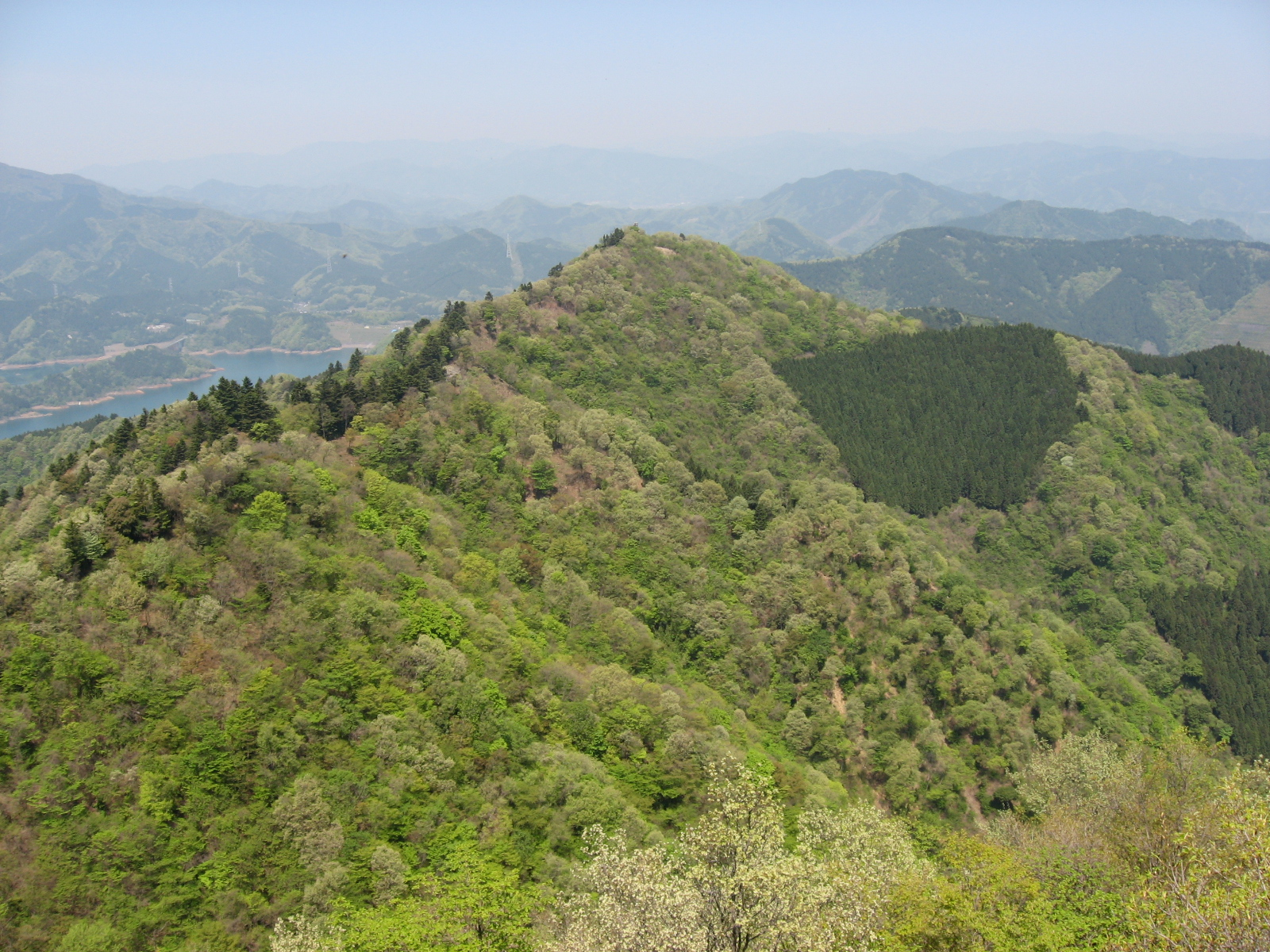
高取山

神奈川県立丹沢大山自然公園（かながわけんりつたんざわおおやましぜんこうえん）は、丹沢山地内にある県立自然公園。

## 概要
広さ11,355 haの自然公園で、丹沢大山国定公園外側の神奈川県足柄上郡山北町西部、愛甲郡清川村東部、その他大倉や弘法山周辺が含まれる。1960年に指定された。

## 経緯
- 1960年5月 - 神奈川県北西部の面積38,726 haが神奈川県立丹沢大山自然公園に指定される。
- 1965年3月 - 神奈川県立丹沢大山自然公園の中心部、面積27,572 haが丹沢大山国定公園に指定された為、面積11,154 haに縮小される。
- 1996年4月 - 宮ヶ瀬ダム建設によってできた宮ヶ瀬湖の北側（現在の相模原市緑区青山）が追加指定され、11,355 haに拡大される。